# Bàu Lâm
Bàu Lâm là một xã thuộc Thành phố Hồ Chí Minh, Việt Nam.

## Địa lý
Xã Bàu Lâm nằm ở phía bắc huyện Xuyên Mộc, có vị trí địa lý:
- Phía đông giáp các xã Hòa Hiệp và Hòa Hội
- Phía tây giáp huyện Châu Đức và tỉnh Đồng Nai
- Phía nam giáp xã Hòa Hưng
- Phía bắc giáp xã Tân Lâm.

Xã có diện tích 35,19 km², dân số năm 2002 là 8.970 người, mật độ dân số đạt 255 người/km².

## Lịch sử
Ngày 22 tháng 10 năm 2002, Chính phủ ban hành Nghị định 83/2002/NĐ-CP. Theo đó, thành lập xã Tân Lâm trên cơ sở 8.557,995 ha diện tích tự nhiên và 5.593 người của xã Bàu Lâm.
Sau khi điều chỉnh địa giới hành chính, xã Bàu Lâm còn lại 3.519,165 ha diện tích tự nhiên và 8.970 người.